# Josep Comas i Solà
Josep Comas i Solà (špansko José Comas y Solá), španski (katalonski) astronom, * 19. december 1868, Barcelona, Katalonija, Španija, † 2. december 1937

## Delo
Comas i Solà je veliko opazoval planete. Najbolj se je posvetil Marsu in Saturnu.
Odkril je periodični komet 32P/Comas Solá in je bil soodkritelj kometa C/1925 F1 (Komet Šajn-Comas Solá), ki ima hiperbolično tirnico.
Odkril je tudi nekaj asteroidov.
V njegovo čast so poimenovali dva asteroida 1102 Pepito (po vzdevku) in 1655 Comas Solà.
1. ↑  https://web.archive.org/web/20180804201034/http://w151.bcn.cat/opac/doc?q=(++naixements++1868+)+&start=3&rows=1&sort=msstored_fld81%20asc
2. 1 2  Enciclopèdia de l'esport català — Grup Enciclopèdia, 2012.
3. 1 2  Diccionario biográfico español — Real Academia de la Historia, 2011.
4. ↑  Gran Enciclopèdia Catalana — Grup Enciclopèdia, 1968.